# Max Ernst Haefeli

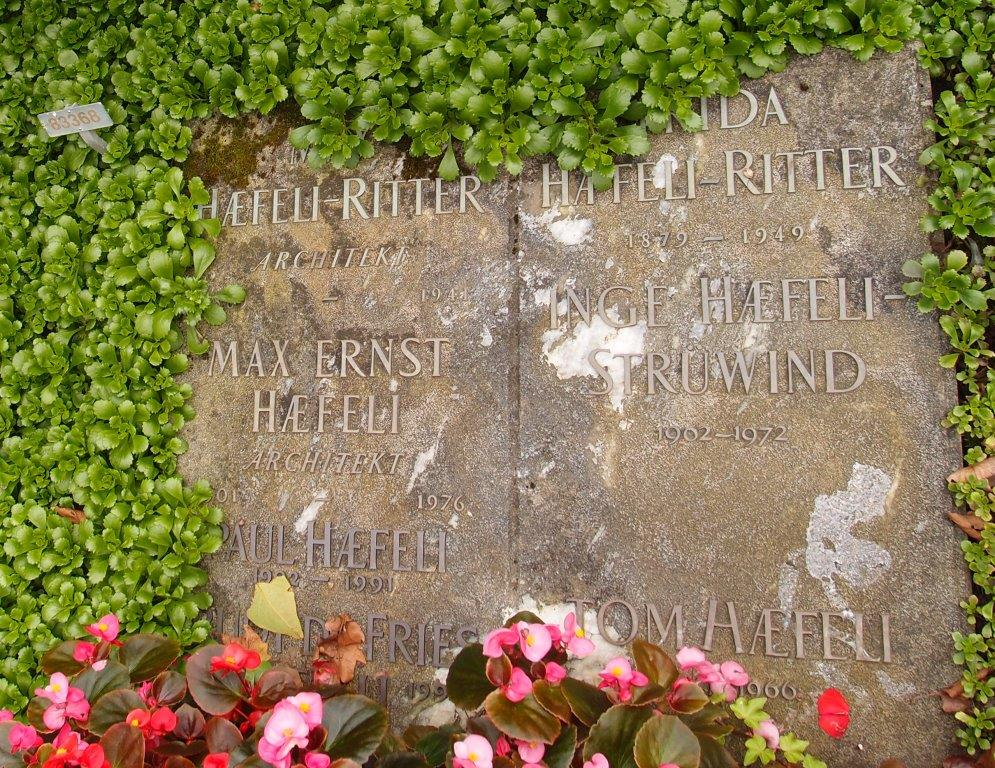
Grab des Architekten Max Ernst Haefeli (1901–1976) auf dem Friedhof Enzenbühl in Zürich.

Max Ernst Haefeli (* 25. Januar 1901 in Zürich; † 17. Juni 1976 in Männedorf) war ein Schweizer Architekt. Er gehörte zu den wichtigsten Vertretern des Neuen Bauens in der Schweiz.

## Leben
Haefeli studiert 1919 bis 1923 Architektur bei Karl Moser an der ETH Zürich. Anschliessend sammelte er erste Praxiserfahrungen im Berliner Büro von Otto Bartning sowie im Architektur-Atelier seines Vaters Max Haefeli. 1926 eröffnete er sein eigenes Architekturbüro und war unter anderem als Möbel-Designer tätig. Ab 1930 unterrichtete er auch an der Kunstgewerbeschule Zürich (heutige Zürcher Hochschule der Künste) im Fach Konstruktion. 1937 bis 1975 betrieb Max Ernst Haefeli zusammen mit Werner Max Moser (dem Sohn seines einstigen Hochschullehrers) und Rudolf Steiger eines der bedeutendsten Schweizer Architekturbüros des 20. Jahrhunderts.
Haefeli war von 1929 bis zu deren Tod 1972 mit Ingeborg Margret Strüwind verheiratet. 1973 ging er eine zweite Ehe mit Eva-Maria Vogelsdorff ein.

## Werke

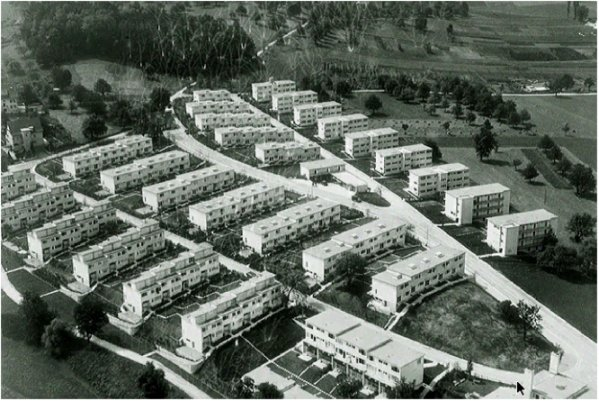
Werkbundsiedlung Neubühl, 1932

- Wohnsiedlung «Schindelhäuser», Zürich, 1918–20
- Landhaus in Erlenbach[1]
- Rotach-Häuser, Zürich, Wasserwerkstrasse, 1928
- Werkbundsiedlung Neubühl, Zürich-Wollishofen, 1928–32
- Freibad Allenmoos, Zürich, 1935
- Kantonsspital Zürich (heutiges Universitätsspital Zürich)
- Hochhaus zur Palme, Zürich-Enge
- Kongresshaus Zürich
- Verwaltungsgebäude der Eternit AG, Niederurnen, 1953–55
- Menschenaffenhaus, Zoo Zürich, 1955–59